# 아드난 오첼리
아드난 오첼리(1963년 8월 6일 ~ )는 알바니아의 전직 축구 선수이다. 현역 시절 포지션은 수비수였다. K리그시절 등록명은 아디였다.